# Провансалски Алпи
Провансалски Алпи (Alpes de Provence) се нарича най-южната (опираща в Средиземно море) част от системата Предалпи – снижаващи се продължения на билата на Приморските Алпи. На север опират в масива Пелà и в хребета Парпайон, после границата минава по реките Дюранс и Дром, опирайки в езерото Сер-Понсон. На изток граница е река Вар. Пресечени са от дълбоките и живописни долини на Вердон, Дюранс и Егю. Реките Вердон и Юбай са издълбали едни от най-красивите ждрела във Франция.
Главното било на Прованските Алпи (около 60 км) започва от езерото Сер-Понсон и стига по-надолу до река Дюранс. През повечето време то е високо над 2000 м, а накрая стръмно се спуска. В масива Троа Евеше (Trois-Évêchés) е най-високата точка на целия дял – това е връх Тет дьо л'Естро (2961 м). От него се отделят две била – Бланш на северозапад (2909 м) и по-ниското Блайол (ок. 1600 м) на югоизток. Към същия масив се числи и хребетът Шевал Блан (2323 м), който се спуска от планината Пелà.
Освен тази най-висока част Провансалските Алпи обхващат и редица по-ниски хребети и масиви. Те са подредени във формата на дъга, която започва от района на Ница и завършва при река Дром. На височина достига между 1500 и 2000 м и се състои от:
- Шейрон, на север от Ница и Кан – около 30 километров масив, който достига височина до 1778 м.
- Мур дьо Шание на север от река Вердон (1930 м).
- Люр (1826 м) и Венту (1912 м) – първи по-високи планини на изток от долината на Рона, образуващи обща система, известна най-общо с името Воклюз.
- Барони (1612 м) и Анжел (1606 м), разположени още по̀ на север, между реките Егю и Дром.

Някои източници причисляват към Провансалските Алпи и ниските масиви Мор (60-километров и успореден на морето) и Люберон.